# Naomi Wakabayashi
Naomi Wakabayashi (若林直美?, Wakabayashi Naomi; Tottori, 2 novembre 1975) è una doppiatrice giapponese, affiliata con l'agenzia I'm Enterprise. È principalmente conosciuta per il ruolo di Sheska in Fullmetal Alchemist e di Ritsuko Akizuki nell'anime e nel videogioco The Idolmaster.
È accreditata con lo pseudonimo di Miyako Suzuta (鈴田 美夜子?, Suzuta Miyako) quando presta la voce a opere con contenuti erotici.

## Ruoli principali
- Blood+: Dismas (ep 20)
- Boogiepop Phantom: Rika
- Eiyuu Senki: The World Conquest: Lancelot; Cambyses
- Emma: A Victorian Romance: Tasha (ep 12)
- Emma: A Victorian Romance Second Act: Tasha
- Fighting Fantasy Girl Rescue Me: Mave-chan: Banshee-chan A
- Fighting Spirit: Yuuji Date
- Fullmetal Alchemist: Sheska
- Fullmetal Alchemist: The Movie - Conqueror of Shamballa: Sheska
- Gad Guard: Mimi
- Galaxy Angel: Secretary (ep 13)
- Gintama: Sugiyama (ep 110)
- Hanamaru Kindergarten: Kawashiro-sensei; Yūdai
- The Idolmaster: Ritsuko Akizuki
- The Idolmaster: Live For You!: Ritsuko Akizuki
- Initial D: Fourth Stage: Kyoko's Friend
- Inuyasha: Kosuke
- Kaitō Reinya: Delivery man; Golden Witch Statue (ep 7)
- Medarot Damashii
- Mermaid Melody - Principesse sirene: Vari ruoli
- Pokémon: Advanced Challenge: Nacchi (ep 41)
- Real Drive: Uraga (eps 9-10)
- Star Ocean EX: Claude (Young)
- The Legend of Zelda: Twilight Princess: voci addizionali
- The Twelve Kingdoms: Suzu (eps 23-39)
- Vandread: Celtic Midori
- Vandread Turbulence: Celtic Midori
- Vandread: The Second Stage: Celtic Midori